# Šimpei Takeda
Šimpei Takeda (japonsky 武田 慎平 Takeda Shimpei, narozen v Japonsku) je významný japonský fotograf, vizuální umělec a filmař, který žije a pracuje v New Yorku od roku 2002.

## Životopis
Během své primární práce s fotografickým materiálem spolupracoval také se skladateli a zvukovými umělci prostřednictvím svých video děl. Jeho videozáznamy byly představeny na mezinárodní úrovni, včetně Essl Collection of Contemporary Art, Weisman Art Museum, nebo Austin Museum of Art.
Poté, co došlo k jaderné katastrofě ve Fukušimě Daiiči do vzdálenosti 60 km od místa, kde sídlí jeho rodina, zahájil Takeda svůj probíhající projekt Trace – cameraless records of radioactive contamination: Záření v kontaminované půdě exponuje fotografické materiály jako přímou a fyzickou dokumentaci katastrofy.